# Panasonic HHC
Panasonic HHC (HHC) је био џепни рачунар фирме Панасоник (Panasonic) који је почео да се производи у Јапану од 1981. године.
Користио је 6502 NMOS верзију, ниске потрошње као микропроцесор. RAM меморија рачунара је имала капацитет од 2, 4 или 8 KB. Све до 96 KB са 4, 8 или 16 KB меморијским модулима.

## Детаљни подаци
Детаљнији подаци о рачунару HHC су дати у табели испод.
|                       |                                                                       |
| [ 1 ]                 |                                                                       |
| Произвођач            | Панасоник                                                             |
| Тип                   | џепни рачунар                                                         |
| Меморија              | 2, 4 или 8 KB. Све до 96 са 4, 8 или 16 меморијским модулима          |
| Поријекло             | Јапан                                                                 |
| Година                | 1981                                                                  |
| Тастатура             | 65 тастера, калкулаторски тип. Програмибилна функција сваког тастера. |
| Процесор              | верзија                                                               |
| Фреквенција процесора | 1                                                                     |
| RAM                   | 2, 4 или 8 KB. Све до 96 са 4, 8 или 16 меморијским модулима          |
| ROM                   | 16 унутрашњи - 3 x опциони 16 модули                                  |
| Текст                 | показивач са текућим кристалом - 1 линија x 26 знакова                |
| Графика               | 8 x 159 тачака                                                        |
| Боја                  | једна боја                                                            |
| Звук                  | један канал, 5 октава (7 октава, 3 канала са проширењем за џојстик)   |
| Димензије             | 227 x 95 x 30,5 / тежина: 570 грама.                                  |
| Портови               |                                                                       |
| Оперативни систем     |                                                                       |